# Fire Fight Australia
Fire Fight Australia byl dobročinný koncert, který se konal v neděli 16. února 2020. Jeho cílem bylo získat finanční prostředky jako prostředek pro pomoc při hašení rozsáhlých požárů, které Austrálii sužovaly v letech 2019–2020. Koncert se konal se na stadionu ANZ v australském Sydney. Trval 10 hodin a byl vysílán živě na televizních stanicích Seven Network a Foxtel. V březnu 2020 pak nahrávací společnost Sony Music Entertainment vydala koncertní album Artists Unite for Fire Fight: Concert for National Bushfire Relief se záznamem celého koncertu.

## Získané finanční prostředky
Akce byla organizována hlavně Australským hudebním průmyslem v čele s Paulem Daintym a hudební skupinou TEG Dainty. Jejich cílem bylo udržet výši nákladů na co nejnižší hodnotě, aby charitativní organizace získaly co nejvíce z výdělku.
Pro charitativní organizace na pomoc s hašením požárů v Austrálii bylo získáno 9,85 milionů dolarů.

## Fondy a nadace
Výdělky z prodeje alba a sledovanosti koncertu poputovaly do těchto fondů a nadací:
- Rural and Regional fire services in affected states
- Red Cross Disaster Relief and Recovery
- The RSPCA Bushfire Appeal
- Foundation for Rural and Regional Renewal (FRRR)

## Účinkující a setlist
- Celeste Barber (MC)
- Lee Kernaghan – „Backroad Nation“, „Ute Me“, „Where I Wanna Be“, „Spirit of the Anzacs“
- Conrad Sewell – „Start Again“, „Remind Me“, „Changing“, „Healing Hands“
- Baker Boy – „Meditjin“, „Cool as Hell“, „Mr La Di Da Di“, „Marryuna“
- Daryl Braithwaite – „As the Days Go By“, „One Summer“, „The Horses“
- Pete Murray – „Opportunity“, „Better Days“, „So Beautiful“, „Feeler“
- Grinspoon – „Chemical Heart“, „Just Ace“, „Lost Control“, „Hard Act to Follow“
- Jessica Mauboy – „Saturday Night“, „Can I Get a Moment?“, „Sunday“, „We Got Love“
- Illy – „Then What“, „Catch 22“ (s Thandi Phoenix), „Last Laugh“, „Papercuts“
- Guy Sebastian – „Bloodstone“, „Before I Go“, „Battle Scars“, „Choir“
- Peking Duk – „Stranger“, „Say My Name“, „Take Me Over“, „High“
- Delta Goodremová – „I Am Australian“, „Born to Try“, „Let It Rain“, „Sitting on Top of the World“, „In This Life“, „Lost Without You“, „Wings“
- Ronan Keating – „Lovin' Each Day“, „When You Say Nothing at All“, „Life Is a Rollercoaster“
- Tina Arena – „The Machine's Breaking Down“, „Chains“, „Heaven Help My Heart“, „Boys in Town“
- Alice Cooper – „Department of Youth“, „I'm Eighteen“, „Poison“, „School's Out“, „Another Brick in the Wall“
- Amy Shark – „Adore“, „All Loved Up“, „Mess Her Up“, „I Said Hi“
- 5 Seconds of Summer – „She Looks So Perfect“, „Easier“, „No Shame“, „Want You Back“, „Youngblood“
- Queen + Adam Lambert – rekreace koncertu Live Aid z roku 1985[2]. „Bohemian Rhapsody“, „Radio Ga Ga“, „Ay-Oh“ (záznam z koncertu Live at Wembley (1986), „Hammer to Fall“, „Crazy Little Thing Called Love“, „We Will Rock You“, „We Are the Champions“
- Michael Bublé (živě z Rod Laver Arena) – „Sway“, „Such a Night“, „Fly Me to the Moon“
- Hilltop Hoods – „Leave Me Lonely“, „Exit Sign“ (s Illy a Ecca Vandal), „Clark Griswold“ (s Adrianem Eaglem), „1955“ (s Montaignem), „Cosby Sweater“
- k.d. lang – „The Valley“, „Hallelujah“
- Icehouse a William Barton – „Great Southern Land“, „Electric Blue“, „We Can Get Together“
- John Farnham a Olivia Newton-Johnová – „Age of Reason“, „Pressure Down“, „Two Strong Hearts“, „That's Freedom“, „You're the Voice“ (s Mitchem Tamboem, Allanem Mackenziem a Brianem Mayem)

## Přijetí
Koncert Fire Fight Australia byl nejsledovanějším pořadem noci vysílaném na australských volných i předplacených kanálech a celkově čtvrtým nejsledovanějším programem, přičemž vrchol sledovanosti dosáhl 4,7 milionů diváků.

## Artists Unite for Fire Fight: Concert for National Bushfire Relief
Artists Unite for Fire Fight: Concert for National Bushfire Relief je charitativní koncertní album obsahující záznam z koncertu Fire Fight Australia, který se konal 16. února 2020. Vydáno bylo společností Sony Music Entertainment dne 13. března 2020. Album nebylo vydáno v online streamovacích službách, aby se zvýšil zisk z prodeje.

### Seznam skladeb
| Disk 1 | Disk 1            | Disk 1                        | Disk 1 |
| Pořadí | Název             | Autor                         | Délka  |
| ------ | ----------------- | ----------------------------- | ------ |
| 1.     | Ute Me            | Lee Kernaghan                 | 3:12   |
| 2.     | Healing Hands     | Conrad Sewell                 | 4:58   |
| 3.     | Cool as Hell      | Baker Boy                     | 3:51   |
| 4.     | As the Days Go By | Daryl Braithwaite             | 5:51   |
| 5.     | Feeler            | Pete Murray                   | 4:20   |
| 6.     | Chemical Heart    | Grinspoon                     | 4:26   |
| 7.     | Saturday Night    | Jessica Mauboy                | 3:15   |
| 8.     | Last Laugh        | Illy                          | 2:29   |
| 9.     | Before I Go       | Guy Sebastian                 | 4:07   |
| 10.    | High              | Peking Duk feat. The Baroness | 3:45   |
| 11.    | Let It Rain       | Delta Goodremová              | 2:38   |

| Disk 2         | Disk 2                                       | Disk 2                                                        | Disk 2 |
| Pořadí         | Název                                        | Autor                                                         | Délka  |
| -------------- | -------------------------------------------- | ------------------------------------------------------------- | ------ |
| 1.             | When You Say Nothing at All                  | Ronan Keating                                                 | 4:34   |
| 2.             | Chains                                       | Tina Arena                                                    | 4:35   |
| 3.             | School's Out/Another Brick in the Wall Pt. 2 | Alice Cooper                                                  | 5:30   |
| 4.             | I Said Hi                                    | Amy Shark                                                     | 3:07   |
| 5.             | Youngblood                                   | 5 Seconds of Summer                                           | 6:07   |
| 6.             | Hammer to Fall                               | Queen + Adam Lambert                                          | 5:14   |
| 7.             | Such a Night                                 | Michael Bublé                                                 | 3:21   |
| 8.             | 1955                                         | Hilltop Hoods feat. Montaigne                                 | 4:11   |
| 9.             | Hallelujah                                   | k.d. lang                                                     | 5:59   |
| 10.            | We Can Get Together                          | Icehouse feat. William Barton a Evan Davies                   | 3:51   |
| 11.            | Two Strong Hearts                            | John Farnham a Olivia Newton-Johnová                          | 3:25   |
| 12.            | You're the Voice                             | John Farnham a Olivia Newton-Johnová, Mitch Tambo a Brian May | 5:17   |
| Celková délka: | Celková délka:                               | Celková délka:                                                | 97:00  |

### Umístění v žebříčcích
| Žebříček (2020)          | Nejvyšší umístění |
| ------------------------ | ----------------- |
| Australian Albums (ARIA) | 1                 |